# سانکورو
سانکورو (به لاتین: Sankuru) یک استان در جمهوری دموکراتیک کنگو است. سانکورو ۱۰۵٬۰۰۰ کیلومتر مربع مساحت و ۱٬۳۷۴٬۲۳۹ نفر جمعیت دارد.